# Ortsweiler
Ortsweiler ist eine untergegangene Siedlung in der heutigen Stadt Bexbach im Saarpfalz-Kreis.

## Geschichte
Ortsweiler war eine Siedlung im Nordwesten des alten Niederbexbacher Bannes. Der Name ging vermutlich auf den Edelknecht Ortwin von Beckensbach zurück, der im 13. Jahrhundert Grundherrenrechte in dieser Gegend besaß. Der Name ließ sich also als „Weiler von Ortwin“ deuten. Im Bereich der Siedlung lag eine mittelalterliche Burganlage, die den Edelknechten von Beckensbach als Stammsitz diente. Die Siedlung ging vermutlich im 14. Jahrhundert unter. Bei Tilemann Stella wird sie 1564 nicht mehr erwähnt.
Der Gewann-Name „Bey Ortsweiler“  und der „Ortsweilerhof“, ein Aussiedlerhof der Familie Schleppi aus Niederbexbach, erinnern heute noch an die Siedlung.